# Mačvanska Mitrovica
Mačvanska Mitrovica (cyr. Мачванска Митровица) – miasteczko w Serbii, w Wojwodinie, w okręgu sremskim, w mieście Sremska Mitrovica. W 2011 roku liczyło 3873 mieszkańców.